# Saint-Jean-sur-Mayenne
Saint-Jean-sur-Mayenne település Franciaországban, Mayenne megyében. Lakosainak száma 1689 fő (2022. január 1.). Saint-Jean-sur-Mayenne Andouillé, Changé, Louverné, Montflours, Sacé és Saint-Germain-le-Fouilloux községekkel határos.

## Népesség
A település népessége az elmúlt években az alábbi módon változott:
| Lakosok száma | 611  | 978  | 1158 | 1365 | 1616 | 1654 | 1653 | 1652 | 1650 | 1689 |
|               | 1968 | 1982 | 1990 | 2006 | 2013 | 2015 | 2017 | 2019 | 2020 | 2022 |